# Max Pérez
Max Ricardo Pérez Cisneros es un futbolista mexicano, nacido el 8 de junio de 1986 en Guadalajara, Jalisco. Actualmente milita en la liga llanera de san pancho en el equipo "Deportivo La Huerta"
Debutó con Chivas el 28 de noviembre de 2004 frente al Atlas de Guadalajara, terminando el juego con un marcador empatado a 3-3. 
Fue considerado el mejor jugador en la Copa Chivas de 2003, torneo donde participaron equipos como Ajax de Holanda, Boca Juniors de Argentina, Cruzeiro de Brasil, Barcelona de España y selecciones nacionales con límite de edad como Estados Unidos, Holanda, etc.
- Datos: Q1844829

Tiene un hijo